# Om Prakash Jindal

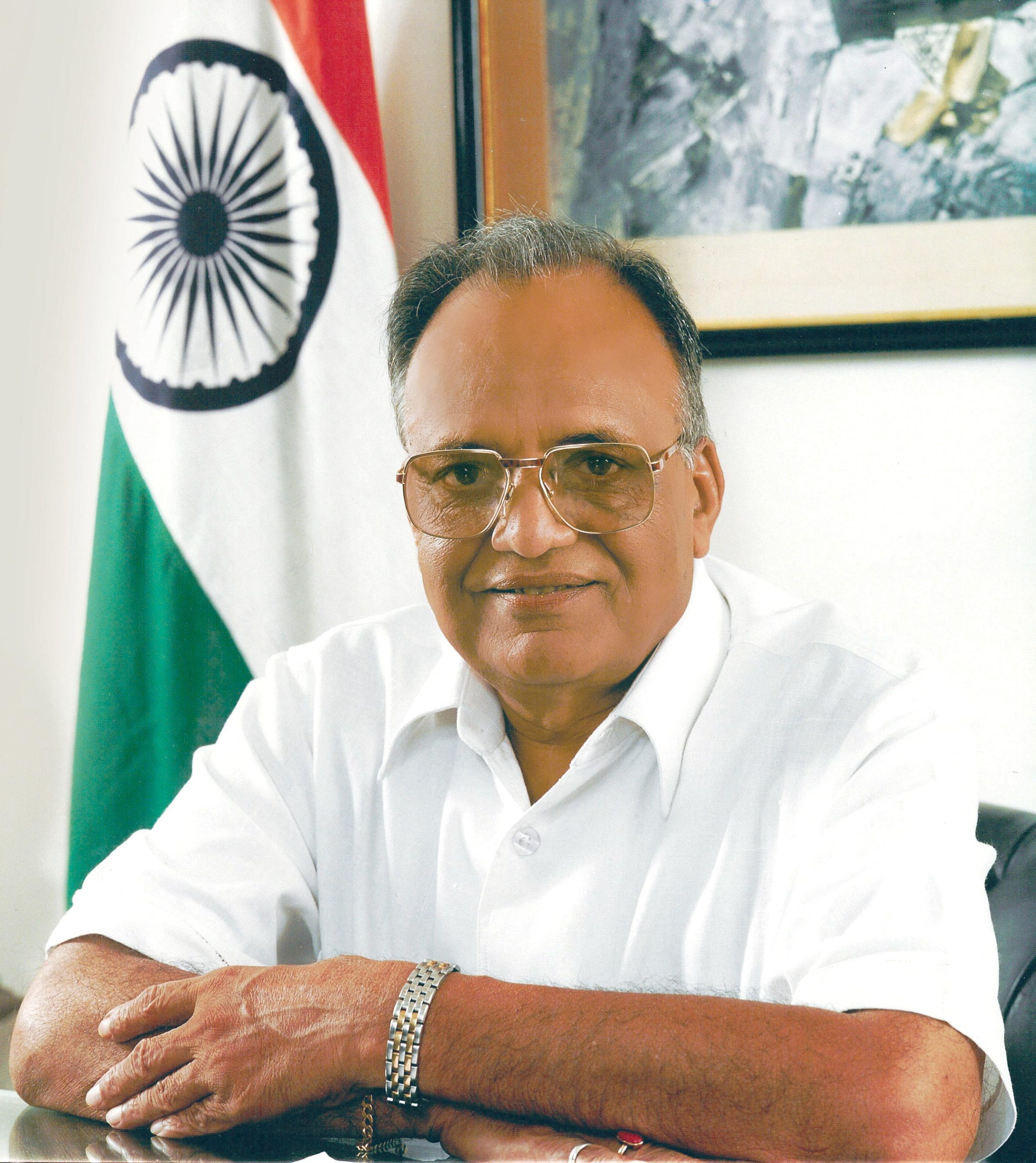
Om Prakash Jindal, 2001

Om Prakash Jindal (Hindi ओम प्रकाश जिंदल Om Prakāsh Jindal; * 7. August 1930 in Nalwa, Haryana; † 31. März 2005 in Gangoh, Uttar Pradesh) war ein indischer Politiker und Unternehmer. Er war Gründer der indischen Industrieunternehmensgruppe Jindal Steel und bei seinem Tod Energieminister der Regierung des indischen Bundesstaates Haryana.

## Leben
O. P. Jindal wurde 1930 als Sohn des Bauern Netram Jindal im Dorf Nalwa im Distrikt Hisar geboren. Seit früher Kindheit interessierte er sich für technische Abläufe. Zu Beginn seiner Berufskarriere stand ein kleiner Eimer-Produktionsbetrieb in Hisar. Im Jahr 1964  nahm er mit der Pipe Unit Jindal India Limited eine Röhrenproduktion auf, aus der 1969 die Jindal Strips Limited hervorging.
Für seine außerordentlichen Verdienste um die indische Stahlindustrie wurde ihm im November 2004 von der Industrie- und Handelskammer von Bengalen der „Life Time Achievement Award“ verliehen. Zu dieser Zeit rangierte er auf der Liste der reichsten Menschen der Welt vom Forbes Magazine in Indien an 13. Stelle und in der Weltrangliste auf Platz 548.
Seit 1991 engagierte er sich auch im politischen Bereich und war Mitglied des Parlaments von Haryana, ab 1996 als erster indischer Industrieller Parlamentsmitglied in der 11. Lok Sabha. Er war zuletzt Energieminister in Haryana. Jindal war mit der Politikerin Savitri Jindal verheiratet und hatte mit ihr neun Kinder.
Am 31. März 2005 kam er durch einen Hubschrauberabsturz in Gangoh nahe Saharanpur im nordindischen Bundesstaat Uttar Pradesh ums Leben.